# Ämari
Ämari – miasteczko w Estonii, w prowincji Harju, w gminie Vasalemma.
W pobliżu miejscowości znajduje się Port lotniczy Ämari.